# Хрянин, Виктор Николаевич
Ви́ктор Никола́евич Хря́нин (12 октября 1941, село Ширяево, Пензенская область — 16 февраля 2020, Пенза) — советский и российский физиолог, доктор биологических наук (1980), профессор (1982), заслуженный деятель науки РФ (1998), заведующий кафедрой ботаники (1983—2011) Пензенского педагогического института имени В. Г. Белинского, почётный профессор ПГПУ (1996).

## Биография и научные занятия
В 1963 г. окончил естественно-географический факультет ПГПИ (1963).
В 1962-63 учитель Калининской школы Пачелм. р-на;
в 1964—1967 аспирант (Моск. обл. пед. ин-т).
В 1967 защитил канд. дисс.
С 1967 доц. каф. бот. ПГПИ,
в 1969 присвоено уч. звание доц.,
с 1976 ст. науч. сотр. Ин-та физиологии растений им. К. А. Тимирязева АН СССР;
с 1979 снова доц. каф. бот. ПГПИ. Докт. дисс: «Проявление пола у растений и его гормональная регуляция» (1980).
Область научных интересов — эволюция и регуляция пола у растений, онтогенез, рост, развитие и продуктивность растений, фитогормоны. На основе теоретических и экспериментальных исследований разработана и обоснована эколого-гормонально-генетическая концепция проявления пола у растений. Результаты научной и методической работы опубликованы в более чем 280 научных статьях и учебных пособиях. Несколько статей опубликовано в международных и центральных журналах («Planta», «Naturwissenschaften», «ДАН»; «Докл. ВАСХНИЛ (РАСХН)»; «Физиология растений»; «Цитология»; «Сельскохозяйственная биология» и др.). Получено 4 патента на изобретения. Многократно выступал на международных конференциях и на многих всесоюзных и всероссийских конференциях и симпозиумах. Председатель комиссии по организации государственного природного заповедника «Приволжская лесостепь». Редактор раздела «Природа» Пензенской энциклопедии. Под руководством В. Н. Хрянина защищено 11 кандидатских диссертаций, проведено 15 международных, всероссийских конференций и симпозиумов по проблемам физиологии растений, охраны и рационального использования природных экосистем и биологических ресурсов, V съезд Общества физиологов растений России (2003).

## Награды и звания
- академик РАЕН (с 1997)
- Почётный работник высшего профессионального образования Российской Федерации (1999)
- Американским Биографическим институтом включен в список выдающихся личностей (1999)
- вице-президент ОФР России (1999)
- золотая медаль «Лауреат Всерос Выстав. центра» (2001)
- гранд доктор и проф. философии Европ. академии информатизации (с 2004).

Член науч. совета РАН по физиологии растений и фотосинтезу, член редакц. совета журнала «Физиология растений».

## Сочинения
- Влияние гиббереллина на изменение физиологических процессов и урожай конопли. Канд. дисс. М., 1967.
- Проявление пола у растений и его гормональная регуляция. Докт. дисс. М., 1980.
- Пол растений и его гормональная регуляция. Монография. М., 1982 (в соавтор.).
- Пензенская энциклопедия. М., 2001 (коллектив авторов). Соч.:
- Sexuality in plants and Its Hormonal Regulation". New York, Berlin, Heidelberg, London, Paris, Tokyo: Springer-Verlag, 1987 (в соавтор.);
- Эволюция и регуляция пола у растений. Материалы VII Чайлахяновских чтений. М.: РАН, 2000;
- Role of phytohormones in processes of plant growth, development and sex expression. XV FESPB Congress 17-21 July 2006. Lyon — France, 2006;
- Sex differentiation in plants and phytogormones. XVI FESPB Congress. 17-22 August 2008. Tampere, Finland. Physiologia Plantarum, vol.133, № 3. 2008.